# Pino Perris
Pino Perris (Napoli, 25 novembre 1964) è un musicista, arrangiatore e personaggio televisivo italiano.
È noto al grande pubblico come pianista del Maurizio Costanzo Show, in sostituzione di Franco Bracardi, e insegnante di musica nel programma Amici di Maria De Filippi.

## Biografia
Nasce a Napoli nel 1964; a 10 anni è già pianista accompagnatore in una scuola di danza classica e a 11 è tastierista di un gruppo di musica leggera.
Si diploma in pianoforte nel 1993.
Attraversando esperienze che vanno dall'avanspettacolo al varietà, dalla sceneggiata ai concerti, nel 1992 è pianista e maestro sostituto nello spettacolo "'900 napoletano" con Marisa Laurito.
Sempre nel 1992 affianca Franco Franchi e Ciccio Ingrassia nel varietà Avanspettacolo (su Rai 3) e dallo stesso anno inizia la collaborazione con Pietro Garinei per le commedie musicali prodotte dal Teatro Sistina di Roma nel ruolo di pianista preparatore per Beati voi (Enrico Montesano), Un paio d'ali (Sabrina Ferilli-Maurizio Micheli), Rugantino (Sabrina Ferilli-Valerio Mastandrea-Maurizio Mattioli), Riuscire a farvi ridere (Gino Bramieri), I figli della lupa (Valeria Moriconi) e tanti altri, direttore d'orchestra per L'uomo che inventò la televisione (Pippo Baudo e Gigliola Cinquetti), come arrangiatore per Gli uomini sono tutti bambini (Gianfranco D'Angelo), Se il tempo fosse un gambero (Max Giusti-Roberta Lanfranchi), Evviva (Enrico Brignano) e Vacanze romane (Massimo Ghini-Serena Autieri).
Scrive, arrangia e dirige le musiche delle commedie teatrali de Il letto ovale (Maurizio Micheli-Paola Quattrini), Romeo e Giulietta, Tre canzune furtunate e Ce penza mammà (con Giacomo Rizzo e Rosalia Maggio) e ancora Scanzonatissimo e Bentornata passerella (con Gino Rivieccio e Pamela Prati) e molte altre.
Dal 1998 inizia la collaborazione con la Compagnia della Rancia per la quale è orchestratore dei Musical Hello Dolly! con Loretta Goggi, A qualcuno piace caldo con Alessandro Gassman e Gianmarco Tognazzi, Dance con Raffaele Paganini, Bulli e Pupe con Serena Autieri, Pinocchio (Pooh), Tutti insieme appassionatamente con Luca Ward e Michelle Hunziker, Sweet Charity con Lorella Cuccarini e The Producer con Enzo Iacchetti e Gianluca Guidi.
Nel 1996 arrangia il primo disco e dirige l'orchestra per Syria al Festival di Sanremo, vincitrice in quell'anno della categoria Nuove proposte.
Nel 1999 inizia la sua collaborazione con il maestro Peppe Vessicchio, con il quale partecipa come pianista e arrangiatore a diverse trasmissioni televisive di Mediaset quali: Campioni di ballo, Viva Napoli, 30 ore per la vita, Bravo bravissimo e Note di Natale.
Nel 2006 entra a far parte degli insegnanti di Amici di Maria De Filippi affiancando l'allievo Max Orsi come suo preparatore, continuando negli anni a venire con Marco Carta, Alessandra Amoroso e Valerio Scanu. Nel 2010 prepara l'allieva Emma, vincitrice dell'edizione di quell'anno. Partecipa alla preparazione degli album Senza nuvole e Il mondo in un secondo di Alessandra Amoroso e agli album Oltre e A me piace così di Emma sia come arrangiatore che vocal coach. È direttore artistico delle anteprime del tourː Il mondo in un secondo di Alessandra Amoroso, nel quale partecipa accompagnando la cantante nel brano Clip His Wings come ospite d'onore.
Per Emma è inoltre autore della musica del brano "Resta ancora un po'" e arrangiatore e produttore dei brani "Calore" e "Sogno a costo zero".
Per Alessandra Amoroso è arrangiatore e produttore del brano "Urlo e non mi senti".
Dal 2007 è il pianista delle ultime tre edizioni del Maurizio Costanzo Show.
Nel 2012 dirige l'orchestra del Festival di Sanremo per Emma che vince per la categoria Big con il brano Non è l'inferno.
Nel 2014 cura la direzione musicale e gli arrangiamenti del tour Domani è un altro film (prima parte) dei Dear Jack e nello stesso anno è direttore musicale e arrangiatore del musical "Stelle a metà" scritto da Alessandro Siani e Sal da Vinci. 
Arrangiatore di alcuni brani contenuti nel CD Fiorella di Fiorella Mannoia quali: "Senza 'e te"  in duetto con Pino Daniele, "In viaggio" e al pianoforte per "La stagione dell'amore" in duetto con Franco Battiato.
Co-Arrangiatore del disco Domani è un altro film (seconda parte) dei Dear Jack e, nel 2015 è ancora direttore d'orchestra al Festival di Sanremo, per il loro brano Il mondo esplode tranne noi.
Nel 2017 riarrangia alcuni brani e partecipa, in qualità di pianista, al Palalottomatica (Roma) e al Palaforum (Assago), ai concerti di presentazione del Tour "Vivere a colori" di Alessandra Amoroso. Sempre nel 2017 dirige l'orchestra del Festival di Sanremo per Ron, Fabrizio Moro, Sergio Sylvestre, Alessio Bernabei e Lele (vincitore nella categoria Giovani).
Al Festival di Sanremo 2018 è direttore d'orchestra per Annalisa.
Nel 2019 dirige a Sanremo per Einar e per Federica Carta con Shade e per Alessandra Amoroso che è ospite della terza serata.
Per Alberto Urso, vincitore dell'edizione di quell'anno della trasmissione "Amici di Maria De Filippi " compone e arrangia il brano Accanto a te e arrangia il brano La mia rivoluzione contenuti nel primo album dell'artista.
A dicembre 2019 è direttore d'orchestra per il concerto " Caro Amico Ti Scrivo" con RON ed altri cantanti al T° Bellini di Catania.
Nel 2020 è orchestratore e direttore d'orchestra al Festival di Sanremo per il brano Lo sappiamo entrambi di Riki.
Nello stesso anno cura le orchestrazioni Italiane per il Musical " Charlie e la fabbrica di cioccolato".
Nel 2021 è orchestratore e Direttore a Sanremo per A.Amoroso ospite con il brano “Una notte in Italia”.
Nello stesso anno è pianista , arrangiatore e compositore dei brani inediti del programma RAI “Bar Stella” con Stefano de Martino.
Sempre nel 2021 è arrangiatore , pianista e direttore d’orchestra al teatro Trianon di Napoli per lo spettacolo “Adagio Napoletano” con la direzione artistica di Marisa Laurito.
Nel 2022 è ospite al concerto allo stadio Sansiro di Milano per il concerto di A.Amoroso nella parentesi acustica del concerto in qualità di pianista e orchestratore per l’organico di 50 musicisti.
A luglio 2022 tiene una Master-Class di 2 gg al conservatorio di Musica di Monopoli (BA) sulla musica Pop.
Nello stesso anno , compone (con testi del fratello Aldo) e arrangia le canzoni per la commedia musicale " La Grande Occasione " 
Dal 2023 cura gli arrangiamenti ed è Pianista e direttore della Band dello spettacolo teatrale " Meglio Stasera " con Stefano de Martino e nello stesso anno cura le orchestrazioni del Musical " Bailo Bailo " che ha un grosso successo in Spagna e del Musical "Cabaret" con Arturo Brachetti. Sempre nel 2023 è arrangiatore, pianista e direttore d'orchestra per lo speciale Natalizio di Rai 1 " Da Natale a Santo Stefano" con Stefano de Martino.  
Nel 2024 cura le orchestrazioni del Musical "Anastasia" 
Nel 2025 è pianista e arrangiatore con la Disperata Erotica Band su Rai 1 per lo speciale epifania e per la puntata del 4 Maggio della trasmissione "Affari Tuoi". Nello stesso anno cura le orchestrazioni del Musical "Houdinì".